# Seznam ukrajinskih astronomov
Seznam ukrajinskih astronomov.

## B
- Lazar Lvovič Bazeljan (1926–2001)
- Genadij Vladimirovič Borisov (1962–)
- Semen Jakovič Braude (1911–2003)

## Č
- Ljudmila Ivanovna Černih (1935 – 2017)

## G
- Svetlana Ivanovna Gerasimenko (1945 –)
- Boris Petrovič Gerasimovič (1889 – 1937)

## K
- Ljudmila Georgijevna Karačkina (1948 –)

## S
- Nikolaj Stojko (1894 – 1976) (ukrajinsko-francoski)
- Otto (Ljudvigovič) Struve (1897 – 1963) (ukrajinsko-ameriški)

## Š
- Josip Samujilovič Šklovski (1916 – 1985)

## Ž
- Ljudmila Vasiljevna Žuravljova (1946 –)